# Nebiż
Nebiż (ukr. Небіж) – wieś na Ukrainie, w obwodzie żytomierskim, w rejonie żytomierskim, w hromadzie Nowa Borowa. W 2001 liczyła 375 mieszkańców, spośród których 372 wskazało jako ojczysty język ukraiński, a 3 rosyjski.